# Hargnies (Ardennes)
Hargnies ist eine französische Gemeinde mit 453 Einwohnern (Stand: 1. Januar 2022) im Département Ardennes in der Region Grand Est (bis 2015 Champagne-Ardenne). Sie gehört zum Arrondissement Charleville-Mézières, zum Kanton Revin und zum Gemeindeverband Ardenne, Rives de Meuse.

## Geographie
Die Gemeinde liegt in einem Gebiet mit 4000 Hektar Wald, das sie zu einer der waldreichsten Gemeinden Frankreichs macht. Hargnies liegt auf der Hochebene der Ardennen in einer Lichtung. Les Hézes d’Hargnies sind mit 492 Metern eine der höchsten Erhebungen der Ardennen. Die Region ist für ihre Moore mit seltenen Torfmoosen und dem Blauen Pfeifengras (Molinia caerulea) sowie einer seltenen Art wilder Orchideen (Dactylorhiza sphagnicola) bekannt. Die Gemeinde liegt im 2011 gegründeten Regionalen Naturpark Ardennen.
Die Gemeinde ist rund 35 Kilometer nördlich von Charleville-Mézières entfernt und gehört zum 2011 gegründeten Regionalen Naturpark der Ardennen. Umgeben wird Hargnies von den Nachbargemeinden Aubrives, Ham-sur-Meuse und Chooz im Norden, Gedinne (Belgien) im Osten, Thilay im Südosten, Monthermé und Revin im Süden, Haybes im Südwesten sowie Vireux-Wallerand im Nordwesten.

## Geschichte
Die erste Erwähnung des Dorfes geht auf ein Edikt Ludwigs des Frommen im Jahr 837 zurück.
Hargnies und Haybes wurden 1697 durch den Frieden von Rijswijk von der Grafschaft Namur an Frankreich abgetreten.
Im Ersten Weltkrieg wurde der Ort am 24. August 1914 von deutschen Truppen besetzt.
Während des Westfeldzuges der deutschen Wehrmacht wurde das Dorf am 13. Mai 1940 von der 6. Panzerdivision unter dem Kommando von General Werner Kempf eingenommen. Am 5. September 1944 wurde Hargnies von US-amerikanischen Truppen befreit.

## Bevölkerungsentwicklung
| Jahr                       | 1962 | 1968 | 1975 | 1982 | 1990 | 1999 | 2007 | 2019 |
| -------------------------- | ---- | ---- | ---- | ---- | ---- | ---- | ---- | ---- |
| Einwohner                  | 677  | 623  | 573  | 561  | 511  | 514  | 498  | 488  |
| Quellen: Cassini und INSEE |      |      |      |      |      |      |      |      |

## Sehenswürdigkeiten

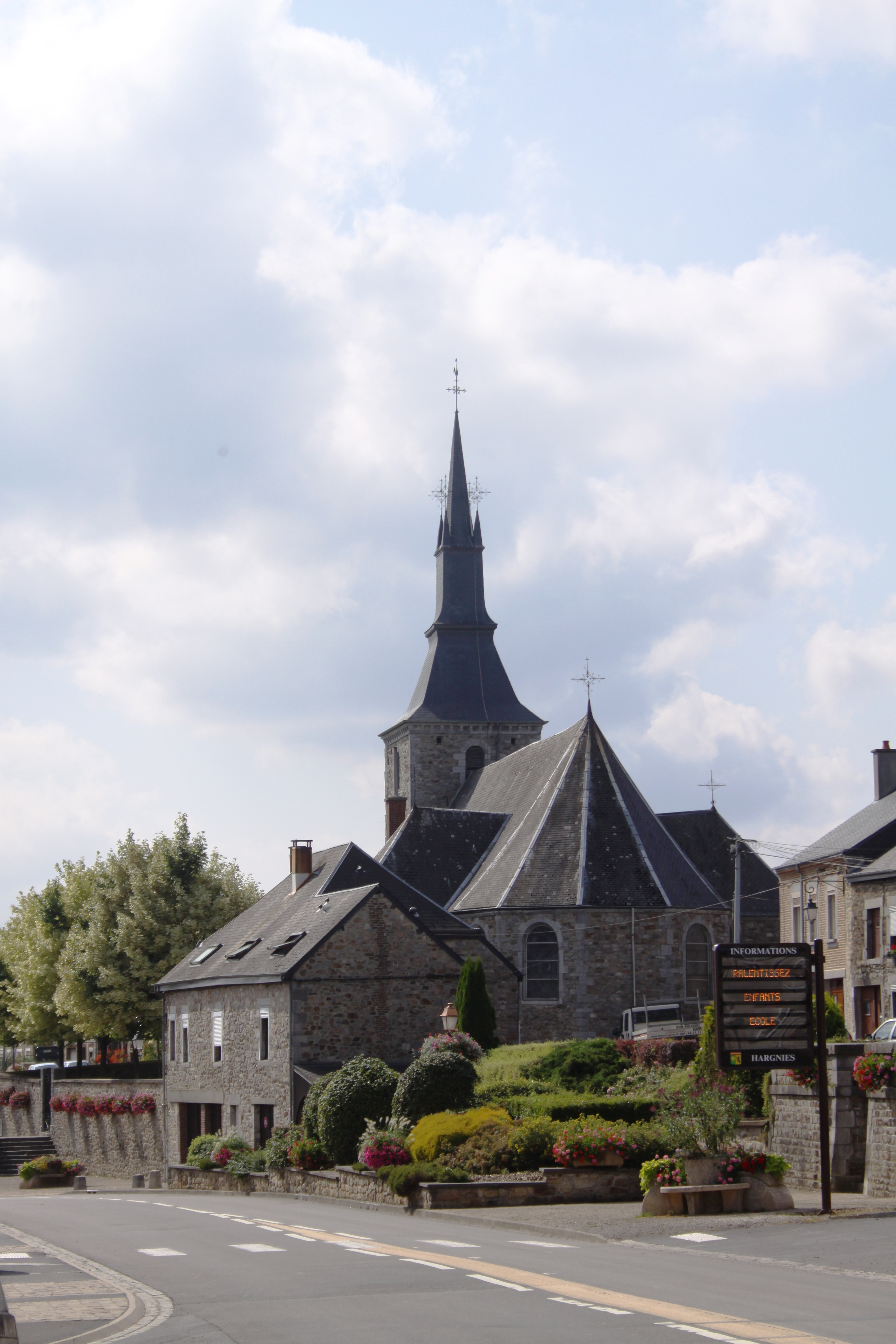
Kirche Saint-Lambert
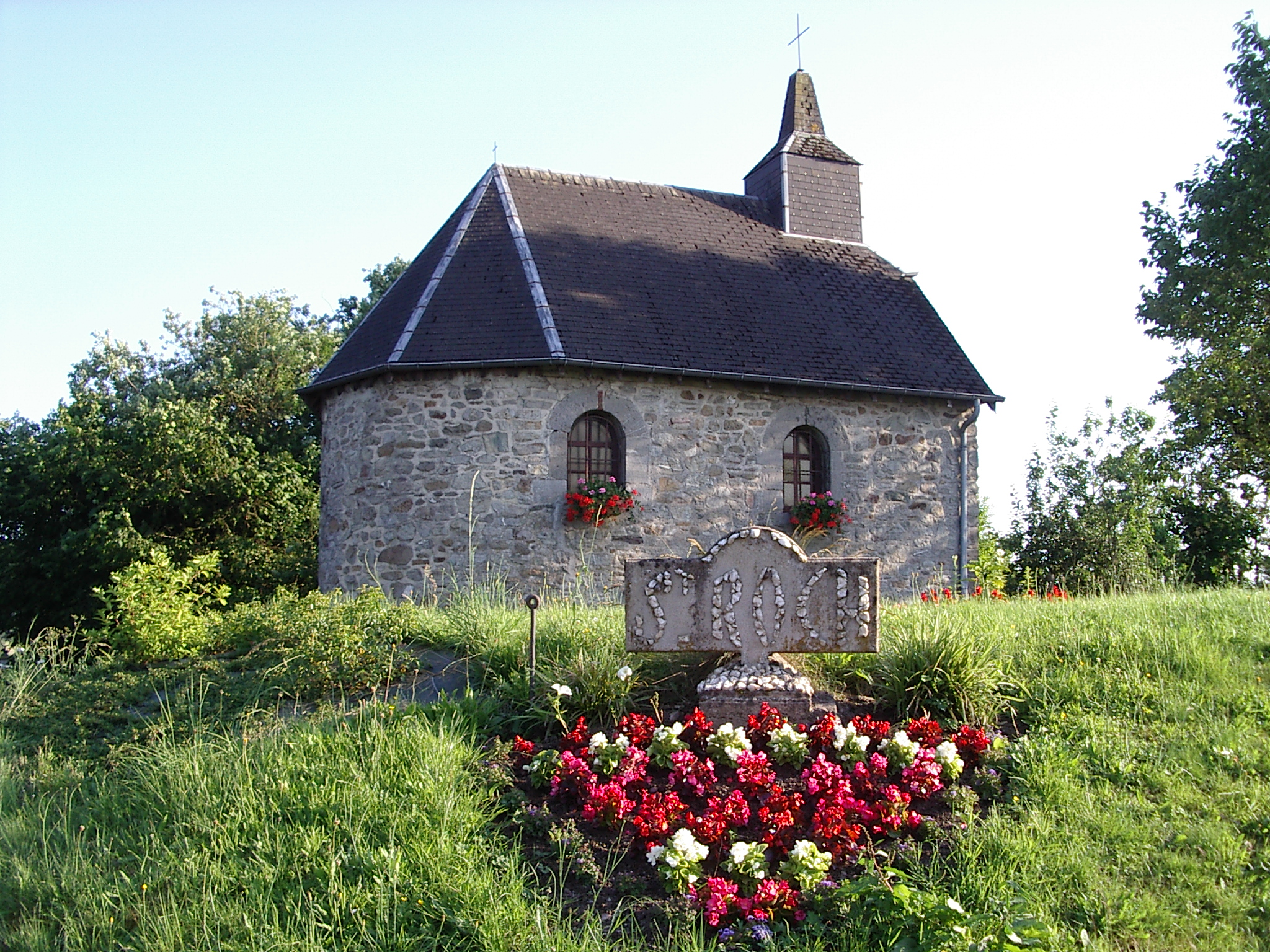
Kapelle Saint-Roch

- Kirche Saint-Lambert
- Kapelle Saint-Roch